# Sukaasih (Tangerang)
Sukaasih is een bestuurslaag in het regentschap Tangerang van de provincie Banten, Indonesië. Sukaasih telt 4576 inwoners (volkstelling 2010).